# Jaya Bahu
|  | Per a altres significats, vegeu «Jaya Bahu II». |

Jaya Bahu I fou sub-rei de Ruhunu vers 1070-1100 i rei de Polonnaruwa (vers 1110). Era germà de Vijayabahu I i va succeir al seu germà a la seva mort.
El govern de Ruhunu li fou concedit pel seu germà Vijayabahu I vers el 1070 després d'assolir el poder a tot Ceilan. Va deixar el càrrec després del 1100 quan va morir el primer ministre, que era el seu germà Vira Bahu, i el va succeir. A la mort del seu germà gran, amb el suport de la seva germana Mitta (i els tres fills d'aquesta) i altres caps, fou proclamat rei. En violació de l'antiga costum va nomenar al seu fill gran Manabharana com a sub-rei. Vikramabahu, que era rei a Ruhunu, va saber la notícia quan els conspiradors ja tenien el poder, havien confiscat tots els bens del rei difunt i amb els seus vehicles, elefants, etc. els tres fills de Mitta es dirigien cap al sud amb un exèrcit. Vikrama es va preparar per la guerra i en sis successives batalles va derrotar les forces del rei Jaya Bahu i es va presentar a la capital del regne a la que va entrar i es va proclamar rei. Jaya Bahu va fugir al sud.
Manabharana i els seus dos germans mentre, havien aconseguit imposar el seu domini a Ruhunu i Maya Rata i es van repartir aquestes terres entre els tres: Manabharana es va quedar amb Maya Rata amb seu a Punkhagaraa; Kirti Sirimegha es va quedar el districte de Giruwapattu amb capital a Mahanagakula; i Siri Vallabha la regió d'Atthasahassa (korales d'Attakalan i Kolonna). Jaya Bahu es va quedar residint amb Kirti Sirimegha on van morir uns anys després.

## Nota
1. ↑  La part occidental de l'illa entre Kaluganga i el Dedru Oya